# ヴェアデイロス平原国立公園
ヴェアデイロス平原国立公園（ポルトガル語: Parque Nacional da Chapada dos Veadeiros）は、ブラジル・ゴイアス州にある国立公園である。約1億8000万年前に形成された平原であり、1961年1月11日に当時の大統領ジュセリーノ・クビチェックの署名により、国立公園に指定された。2001年には、エマス国立公園とともに、UNESCOの世界遺産に「セラード保護地域」として、登録された。

## 地理

### 気候
年間の平均気温は、24度から26度であるが、最低温度は、冬季で4度から8度、夏季では40度から42度に達することもある。

### 高度
ヴェアデイロス平原国立公園は、高度600メートルから1650メートルの間に広がる。ブラジルにおいて、最も高度が高い平原地帯である。その地質学的特徴と土壌により、アマゾン川、パンタナルやラプラタ川流域の帯水層の涵養にとっては非常に重要である。

### 地球最古の平原
ヴェアデイロス平原国立公園は、地球上で最古の岩石形成地帯の1つである。水晶が産出され、かつては、ここの水晶はイギリスと日本に産業用に輸出されていた。セラードの土壌はアルミニウムの濃度が高く、強酸性かつ貧栄養であるため、一帯の動植物は独自な適応を示した。国立公園内では森林が形成され、25種類以上の固有種の果樹がある。森林公園内ではプレト川が流れており、トカンティンス川に合流する。プレト川の流域には、リオ・プレト・フォールズのように120メートルの高低差がある滝が存在している。

### 動物相
ヴェアデイロス平原国立公園の動物相は豊かであり、パンパスジカやアメリカヌマジカ、タテガミオオカミ、ジャガー、レア、ノガンモドキ、モリウサギ、オオアルマジロ、オオアリクイ、カピバラ、バク、アオハシヒムネオオハシ、クロコンドル、トキイロコンドル、オオカワウソのような動物が居住している。
その中でも、タテガミオオカミ、カピバラ、レアのように絶滅の危機に瀕している動物も多くすんでいる。

## 世界遺産

### 登録基準
この世界遺産は世界遺産登録基準のうち、以下の条件を満たし、登録された（以下の基準は世界遺産センター公表の登録基準からの翻訳、引用である）。
- (9) 陸上、淡水、沿岸および海洋生態系と動植物群集の進化と発達において進行しつつある重要な生態学的、生物学的プロセスを示す顕著な見本であるもの。
- (10) 生物多様性の本来的保全にとって、もっとも重要かつ意義深い自然生息地を含んでいるもの。これには科学上または保全上の観点から、すぐれて普遍的価値を持つ絶滅の恐れのある種の生息地などが含まれる。